# Saint-Rome-de-Cernon
Saint-Rome-de-Cernon é uma comuna francesa na região administrativa de Occitânia, no departamento de Aveyron. Estende-se por uma área de 37,88 km². Em 2010 a comuna tinha 948 habitantes (densidade: 25 hab./km²).